# Palpada spectabilis
Palpada spectabilis är en tvåvingeart som först beskrevs av Hull 1925.  Palpada spectabilis ingår i släktet Palpada och familjen blomflugor. Inga underarter finns listade i Catalogue of Life.